# Noni Žunec
Noni Žunec, slovenski tenorist, operni in koncertni pevec, * 7. maj 1921, Maribor, Slovenija, † 28. december 2004, Zagreb.

## Življenje in delo
Noni Žunec (pri krstu Hieronim) je od 1931 v Mariboru obiskoval klasično gimnazijo in nato učiteljišče ter 1941 maturiral. Med okupacijo je nekaj časa učil v Mariboru, potem pobegnil v Ljubljano in 1941/1942 študiral solopetje pri profesorici Zori Ropas. Po vojni 1945 se je preselil v Zagreb in se vpisal na Glasbeno akademijo, kjer je 1949 diplomiral. Angažiran je bil 1947/1948 v Narodnem pozorištu v Sarajevu, kjer je debitiral z vlogo Vojvode v Verdijevem Rigolettu, od 1948 pa nepretrgoma solist in eden vodilnih pevcev Opere Hrvaškega narodnega kazališta v Zagrebu. S svetlim in prodornim lirskim tenorjem ter veliko muzikalnostjo je interpretiral nekaj 10 vlog iz železnega repertoarja ter več kot 300-krat nastopil kot Miča v komični oprei Ero z onega sveta Jakova Gotovca. Gostoval je v Avstriji, Grčiji, Italiji, Nemčiji, Švici in Veliki Britaniji. V glasbeni šoli Vatroslav Lisinski v Zagrebu je tudi poučeval petje. Leta 1981 se je upokojil. 

## Nagrade in priznanja
- Nagrada Udruženja muzičkih umjetnika Hrvatske (1960)
- Red dela z zlatim vencem (1961)
- Red dela z rdečo zastavo  (1971)
- Vjesnikova nagrada (1978)
- Nagrada republike Hrvaške za življenjsko delo (1985)